# Подводные лодки типа I-121
Подводные лодки типа I-121 (яп. 伊百二十一型潜水艦), также известные как тип I-21 или тип «KRS» (Kirai Sen) — серия японских дизель-электрических подводных лодок 1920-х годов, класса минных заградителей. Единственный класс специализированных подводных минных заградителей, построенный в Японии. С середины 1920-х годов по 1928 год в серии было построено четыре корабля. Лодки этого типа активно использовались в первые годы Второй мировой войны, но с 1943 года использовались лишь для учебно-тренировочных целей. Три из подводных лодок этого типа погибли в бою, единственная пережившая войну лодка была пущена на слом в 1946 году.

## Служба
| Заводской номер                | Спуск на воду   | Ввод в строй    | Судьба |
| ------------------------------ | --------------- | --------------- | --- |
| №48, с 1924 I-21, с 1939 I-121 | 30 марта 1926   | 31 марта 1927   | сдалась в августе 1945, пущена на слом в 1946                                                                      |
| №49, с 1924 I-22, с 1939 I-122 | 8 ноября 1926   | 28 октября 1927 | потоплена подводной лодкой «Скейт» 10 июня 1945 в бухте Тояма                                                      |
| №50, с 1924 I-23, с 1939 I-123 | 19 марта 1927   | 28 апреля 1928  | потоплена эсминцем «Гэмбл» 29 августа 1942 близ Соломоновых островов                                               |
| I-24, с 1939 I-124             | 12 декабря 1927 | 10 декабря 1928 | потоплена эсминцем «Идселл» и тремя австралийскими тральщиками 20 января 1942 в проливе Кларенс у берега Австралии |